# STILL DREAMING
『STILL DREAMING』（スティル・ドリーミング）は、韓国の5人組男性アイドルグループTOMORROW X TOGETHERの日本での1stスタジオ・アルバムである。2021年1月20日にVirgin Musicよりリリースされた。

## 背景

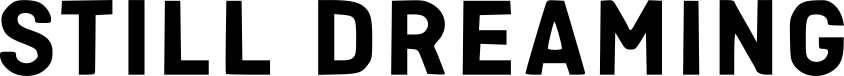
タイトルロゴ

タイトルの『STILL DREAMING』は、2019年3月に『THE DREAM CHAPTER: STAR』でデビューを果たし、同じ夢に向かって青春を駆け抜けている彼らが「今もその夢を見続けている」というメッセージが込められている。
本作には、『minisode1 : Blue Hour』の収録曲「Blue Hour」の日本語バージョンでリード曲の「5時53分の空で見つけた君と僕 [Japanese Ver.]」、日本1stシングル『MAGIC HOUR』の収録曲「9と4分の3番線で君を待つ (Run Away) [Japanese Ver.]」、日本2ndシングル『DRAMA』の収録曲「Drama [Japanese Ver.]」、初の日本オリジナル楽曲「永遠に光れ (Everlasting Shine)」など、全10曲が収録されている。

## 音楽性

### Force
「Force」は、3人組ロックバンドであるMrs. GREEN APPLEでボーカルとギターを務めている大森元貴により書き下ろされ、1月9日から放送されるテレビ朝日系列アニメ『ワールドトリガー』2ndシーズンの主題歌に決定した。メンバーはこの曲に対して、「今回のオープニング曲は、仲間で力を合わせて、明日の向こうへ飛び出そう、という勇気を与えてくれる曲」とコメントしている。大森は、TOMORROW X TOGETHERのファンで、「9と4分の3番線で君を待つ (Run Away)」をよく聴いており、その流れで今回の楽曲提供に至ったのだという。
| 「                                                                         | 僕が楽曲を書くってなったときにTXTのファンなので、僕が思い描く“こう歌ってくれたらいいなぁ”とか、“こういう曲を聴いてみたいなぁ”という目線で書いていったのが、ぶっちゃけ正直なところなんですけども。ラップっぽいところとか、リフレインみたいなところとか。そもそも洋楽とJ-POP、J-ROCKっていうんですか？アニメの主題歌っていうのもあるし、そこの全部のいいとこ取りができたらいいな、っていうことで書いていきましたね。まあ日本詞は、『空前絶後』とかちょっと難しいんじゃないかなと思いながらも、“いや聴いてみたい！”と思って書かせてもらいました。 | 」 |
| —大森元貴（エフエム東京『SCHOOL OF LOCK! ミセスLOCKS!』1月26日放送分より） | |    |

## プロモーション
2020年11月23日に本作のリリースが発表され、12月23日にトラックリストが公開された。
2021年1月10日から1月19日まで、LINE MUSICで再生回数キャンペーンを実施。「Force」を期間中に500回以上聴いて応募した人の中から、抽選で30名にメンバー直筆サイン入り写真が贈られた。
1月20日から1月27日まで、Twitter上でキャンペーンを実施。ハッシュタグを付けて投稿した人の中から、抽選で553名にメッセージ入りフォト、1名にサイン入りCDがそれぞれ贈られた。
本作の発売を記念し、ニコニコ生放送で1月24日・2月14日・3月14日に3ヶ月連続で特集番組が放送された。
1月27日、Weverse Shop JAPANで『STILL DREAMING OFFICIAL MERCHANDISE』が予約販売された。
2月1日より、本作の制作期間4ヶ月に密着したドキュメンタリー『TOMORROW X TOGETHER Map for "STILL DREAMING"』がABEMAで独占配信された。「5時53分の空で見つけた君と僕 [Japanese Ver.]」のオリジナルパフォーマンス映像が収録されている。

## 収録曲
| #         | タイトル                                                                                 | 作詞・作曲 | プロデューサー             | 時間  |
| --------- | ---------------------------------------------------------------------------------------- | --- | -------------------------- | ----- |
| 1.        | 「Intro: DREAMING」                                                                      | Revin, Slow Rabbit | Revin                      | 1:14  |
| 2.        | 「Force」(テレビアニメ『ワールドトリガー』2ndシーズン主題歌)                             | Motoki Ohmori | Motoki Ohmori              | 4:01  |
| 3.        | 「5時53分の空で見つけた君と僕 [Japanese Ver.]」                                          | Slow Rabbit, Kyler Niko, Lil 27 Club, "hitman" bang                                                                                     | Slow Rabbit                | 3:30  |
| 4.        | 「9と4分の3番線で君を待つ (Run Away) [Japanese Ver.]」                                   | Slow Rabbit, Supreme Boi, Melanie Joy Fontana, Michel 'Lindgren' Schulz, Andreas Carlsson, "hitman" bang, Pauline Skótt, Peter St James | Slow Rabbit                | 3:30  |
| 5.        | 「ある日、頭からツノが生えた (CROWN) [Japanese Ver.]」                                   | Slow Rabbit, Melanie Joy Fontana, Michel 'Lindgren' Schulz, Supreme Boi, "hitman" bang, Mayu Wakisaka                                   | Slow Rabbit                | 3:51  |
| 6.        | 「Angel Or Devil [Japanese Ver.]」                                                       | Pdogg, Supreme Boi, Slow Rabbit, Melanie Joy Fontana, Michel 'Lindgren' Schulz,"hitman" bang, Peter Ibsen, Naitumela Masuku             | Pdogg, Slow Rabbit         | 3:54  |
| 7.        | 「Drama [Japanese Ver.]」                                                                | Supreme Boi, Jake Torry, Noah Conrad, Roland "Rollo" Spreckley, EL CAPITXN                                                              | Noah Conrad                | 3:31  |
| 8.        | 「永遠に光れ (Everlasting Shine)」(テレビアニメ『ブラッククローバー』オープニングテーマ) | Yohei（作詞）, UTA（作曲） | UTA                        | 3:13  |
| 9.        | 「Can’t You See Me? (世界が燃えてしまった夜、僕たちは…) [Japanese Ver.]」                | Slow Rabbit, "hitman" bang, Supreme Boi, Melanie Joy Fontana, Michel "Lindgren"Schulz, Eric Zayne, Naz Tokoi                            | Slow Rabbit, "hitman" bang | 3:22  |
| 10.       | 「Outro: STILL」                                                                         | EL CAPITXN, Summergal | EL CAPITXN                 | 1:13  |
| 合計時間: | 合計時間:                                                                                | 合計時間: | 合計時間:                  | 31:19 |

## チャート
「Force」は1月10日に先行配信され、LINE MUSICデイリーチャートと週間チャートで1位を獲得した。
オリコンによると、1月20日付のデイリーアルバムランキングで1位を獲得し、翌日21日付の同ランキングでも8,816枚が追加され累積販売量は69,890枚となり、2日連続で1位を獲得した。初週では87,000枚を売り上げ、「週間アルバムランキング」で初登場1位を獲得した。
ビルボードによると、2月1日付（1月18日～1月24日）の総合アルバム・チャート「HOT Albums」で、総合首位を獲得した。CDセールスは96,835枚で1位となり、ダウンロードが13位、ルックアップが25位だった。